# 张弘彦
张弘彦，蒙古帝国将领，易州定兴（今河北省定兴县）人。保定漢人世侯张柔第四子，八弟張弘略、九弟張弘範。

## 生平
張弘彥是长兄張福寿早卒，次兄張弘基官至順天宣权万户、兼劝农官，三兄張弘正承襲順天宣权万户，保定漢人世侯张柔第四子，八弟張弘略歷任江西宣慰使、河南行省參知政事、九弟張弘範為滅宋功臣。張弘彦和弟弟張弘規早年跟随郝经受学，善骑射，前后杀虎以百数。攻打南宋荆山有功，1259年，跟随父亲由虎头关攻宋，破宋兵于沙窝。授新军总管。攻打鄂州先登。
蒙哥死後，蒙古内战，張弘彦跟随忽必烈。中統元年（1260年），張弘彦扈从忽必烈抵达开平（后来的上都）。改任顺天路新军总管，中統三年（1262年）授新軍万户、佩金虎符。
至元二年（1265年）授昭勇大将軍、郢州万户。至元十六年（1279年）受皇太子真金召为侍卫亲军副都指挥使。他四十岁告老、八十岁去世。有子七人。